# Пандо Попманушев
Пандо (Панде) Попманушев (изписване до 1945 година: Пандо попъ Манушевъ) е български революционер, струмишки войвода на Вътрешната македоно-одринска революционна организация.

## Биография
Пандо Попманушев е роден в град Струмица, тогава в Османската империя, в свещеническо семейство. Влиза във ВМОРО. През август 1905 година е делегат на Струмишкия окръжен конгрес, проведен в Огражден. Конгресът го назначава за петрички околийски войвода и такъв остава до Младотурската революция в 1908 година.
През август 1909 година е представител за Петрич на конгреса за основаване на Народната федеративна партия (българска секция).
При избухването на Балканската война в 1912 година братята на Пандо – Андреа (Андрико) и Янко са доброволци в Македоно-одринското опълчение. Андреа, 22-годишен, служи в 3 рота на 13 кукушка дружина, а Янко, 27-годишен - в четата на Дончо Златков и във 2 рота на 13 кукушка дружина.